# COOL JAPAN PARK OSAKA
COOL JAPAN PARK OSAKA（クール・ジャパン・パーク・オーサカ）は、大阪府大阪市中央区に所在する劇場。2019年2月23日に開業。

## 概要
大阪城公園東側に位置しており、最新鋭の設備環境を整えた大・中・小のキャパシティの異なる3つの劇場で構成されている。ホール名は明石家さんまが命名しており、「WW」は「笑い」、「TT」は「楽しい」、「SS」は「すっごい狭い」など、「大喜利的にみなさんで大阪人らしい遊び方をしてもらったらええと思います。」とコメントした上で本来の名前の由来については秘密にするとしている。設計・施工は大和ハウス工業。
こけら落としとして、TTホールで明石家さんまと岡村隆史（ナインティナイン）が主演の『花の駐在さん』が2019年2月23日に開催され、WWホールでの『KEREN』は同年2月25日に初日を迎え8月25日に千穐楽。

## ホール
- WWホール - 本劇場最大のホール（客席：1,138席+車いす6席）収容。
  - 施設空間を最大限に活用したプロジェクションマッピングによる映像演出、サーカスや宙乗りなどの演出にも対応。
- TTホール - 演劇・ミュージカル専門ホール（客席：702席+車いす4席）収容。
  - 舞台と客席の距離も近く、演者の細やかな表情や動き等を観客に伝える事ができる空間。
- SSホール（森ノ宮よしもと漫才劇場） - 小規模演劇、テレビ番組収録、ステージと客席が自由に設定できるホール。（客席：300席/スタンディング約600人）収容可能。
  - 空間落語・古典芸能・演劇、展示会やスタンディング・ライブまで広範に対応。
  - 2020年12月1日以降は「森ノ宮よしもと漫才劇場」としても使われるようになった。

※森ノ宮よしもと漫才劇場は、なんばグランド花月や難波のよしもと漫才劇場と違い常設劇場ではないため、公演によっては従来のホール名である「COOL JAPAN PARK OSAKA SSホール」として2022年現在も使用されている。実際に2021年11月20日から28日まで開催された「関西演劇祭2021」や2021年8月29日に開催された「ALICE IN Wonderland 2021」は従来のホール名である「COOL JAPAN PARK OSAKA SSホール」として使用されている。

## イベントでの使用
森ノ宮よしもと漫才劇場の主な公演で使われている。この他にも、2021年3月7日に行われた『R-1グランプリ2021』決勝戦の生放送会場（番組は、当ホールの運営を行う関西テレビ制作・フジテレビ系列全国ネット）としてWWホールが使われた。

## 運営会社
運営会社はクールジャパンパーク大阪株式会社（英: COOL JAPAN PARK OSAKA Co., LTD.）。設立当初の株主は、在阪民放テレビ局や吉本興業などの民間企業13社、官民ファンドの海外需要開拓支援機構によって構成されていた。

### 設立時の構成企業
- 株式会社MBSメディアホールディングス
- 朝日放送グループホールディングス株式会社
- 関西テレビ放送株式会社
- 讀賣テレビ放送株式会社
- テレビ大阪株式会社
- 株式会社エイチ・アイ・エス
- 株式会社JTB
- 株式会社NTTドコモ
- 株式会社KADOKAWA
- 株式会社滋慶
- 株式会社電通
- 株式会社ファミマデジタルワン
- 吉本興業株式会社
- 株式会社海外需要開拓支援機構（クールジャパン機構）

2020年代初頭の新型コロナウイルス流行による集客イベント規制などが原因で、クールジャパンパーク大阪の経営は苦戦しており、2023年3月期決算では利益剰余金のマイナスすなわち累積赤字が15億7553万8千円である。
2024年7月には、海外需要開拓支援機構が保有していたクールジャパンパーク大阪の全株式を、同社に譲渡したことが発表された。これは、クールジャパンパークの側から見れば自社株買い、機構側から見れば債権放棄だと思われる。

## 所在地
- 大阪市中央区大阪城3番6号
  - 最寄駅はJR大阪城公園駅、JR・地下鉄中央線・地下鉄長堀鶴見緑地線 森ノ宮駅、長堀鶴見緑地線 大阪ビジネスパーク駅。